# Cyjamemazyna
Cyjamemazyna – organiczny związek chemiczny, pochodna fenotiazyny, stosowana jako lek przeciwpsychotyczny. Lek został wprowadzony na francuski rynek farmaceutyczny przez firmę Theraplix w 1972 roku.

## Mechanizm działania
Cyjamemazyna jest klasycznym lekiem przeciwpsychotycznym, blokującym receptory dopaminergiczne D2. Ma także pewne cechy neuroleptyków atypowych, działając silnie antagonistycznie wobec receptorów serotoninergicznych 5HT2A, 5-HT2C, 5HT3 i 5-HT7. Działanie na receptory serotoninergiczne 5HT2C, zwłaszcza przy małych dawkach, może odpowiadać za przeciwlękowe działanie cyjamemazyny i niewielką częstość objawów pozapiramidowych (wiązane z działaniem na 5HT2A).
Profil receptorowy cyjamemazyny:

- 5-HT1A (Ki = 517 nM)
- 5-HT2A (Ki = 1,5 nM)
- 5-HT2C (Ki = 12 nM)
- 5-HT3 (Ki = 2,9 nM)
- 5-HT7 (Ki = 22 nM)
- D1 (Ki = 3,8 nM)
- D2 (Ki = 5,8 nM)
- D3 (Ki = 2,5 nM)
- D4 (Ki = 5,3 nM)
- α1 (Ki = 2,3 nM)
- α2 (Ki = 1320 nM)
- H1 (Ki = 9,3 nM)
- H2 (Ki = 351 nM)
- H3 (Ki = >10000 nM)
- M1 (Ki = 13 nM)
- M2 (Ki = 42 nM)
- M3 (Ki = 32 nM)
- M4 (Ki = 12 nM)
- M5 (Ki = 35 nM)

## Wskazania
Cyjamemazyna stosowana jest w leczeniu zaburzeń psychotycznych, w tym schizofrenii, ciężkiej depresji, zaburzenia afektywnego dwubiegunowego, zespołu abstynencyjnego od benzodwuazepin.

## Działania niepożądane
Lek może powodować poneuroleptyczny zespół ubytkowy, akatyzję, objawy pozapiramidowe, hiperprolaktynemię, hipotonię, tachykardię, suchość w jamie ustnej, zaparcia, zaburzenia widzenia, nadmierną senność, przyrost masy ciała, dysfunkcje seksualne, zespół metaboliczny. Ryzyko złośliwego zespołu neuroleptycznego jest niskie. Rzadko występują żółtaczka, agranulocytoza, drgawki.
Cyjamemazyna może wydłużać odstęp QTc.

## Dawkowanie
Działanie przeciwpsychotyczne występuje przy dawkach 300–600 mg. Lek jest stosowany także w mniejszych dawkach (25–100 mg), wywierając wówczas działanie przeciwlękowe.

## Preparaty
- Tercian (Rhone-Poulenc Rorer/Theraplix/Specia/Vitoria[5])

Lek nie jest dostępny w Polsce. Cyjamemazyna jest jednym z częściej przepisywanych neuroleptyków we Francji. Preparaty zawierają cyjamemazynę lub winian cyjamemazyny.